# Okręg toplicki
Okręg toplicki (serb. Toplički okrug / Топлички округ) – okręg w południowej Serbii, w regionie Serbia Centralna.

## Podział administracyjny
Okręg dzieli się na następujące jednostki:
- miasto Prokuplje
- gmina Blace
- gmina Kuršumlija
- gmina Žitorađa

## Demografia
- Serbowie – 96 889 (94,92%)
- Romowie – 3 338 (3,27%)
- inni – 1 847 (1,81%)
- łącznie – 102 075